# René Benjamin
René Benjamin, född 1885 i Paris, död 1948, var en fransk författare av judisk börd.
Benjamin studerade litteraturhistoria vid Sorbonne, och ägnade sig därefter åt journalistik. Påverkad av kretsen kring Action française, särskilt Léon Daudet, deltog Benjamin i den antidemokratiska oppositionen mot det republikanska undervisningsväsendet med La farce de la Sorbonne (1911). Mobiliserad 1914 blev Benjamin sårad i slaget vid Verdun och skrev under sjukhusvistelse krigsromanen Gaspard (1915, svensk översättning 1917), som hade till "hjälte" en parisisk småhandlare och behandlade kriget utifrån dennes synvinkel. Benjamin utvecklade i fortsättningen en mycket intensiv produktivitet och skrev pjäser, romaner, sedestudier och biografier, allt format av hans politiska uppfattning. Särskilt uppmärksammad blev han för en serie halvt romantiserade levnadsskildringar, La prodigieuse vie d'Honoré de Balzac (1925, svensk översättning 1927), Clemenceau dans la retraite (1930), Maurras, ce fils de la mer (1932), Sacha Guitry, roi du théâtre (1933), Mussolini et son peuple (1937) och Marie-Antoinette (1940). I Valentine ou la folie démocratique (1924) och Les augures de Genève (1929) fullföljde han sin antidemokratiska kampanj. 1938 invaldes Benjamin i Academie Goncourt, där han blev sekreterare. Under andra världskriget gav han stöd till Philippe Pétain. Han framlade sina kommentarer  till världshändelserna i Le printemps tragique (1940), Vérités et rêveries sur l'éducation (1941), Le Maréchal et son peuple (1941), Les sept étoiles de France (1942), Le grand homme seul (1943) och L'homme à la recherche de son âme (1943). Efter Vichyregimens fall levde Benjamin i landsflykt i Schweiz.